# Facelina auriculata
Facelina auriculata är en snäckart som först beskrevs av O. F. Muller 1806.  Facelina auriculata ingår i släktet Facelina och familjen Facelinidae. Arten är reproducerande i Sverige. Inga underarter finns listade i Catalogue of Life.

## Bildgalleri

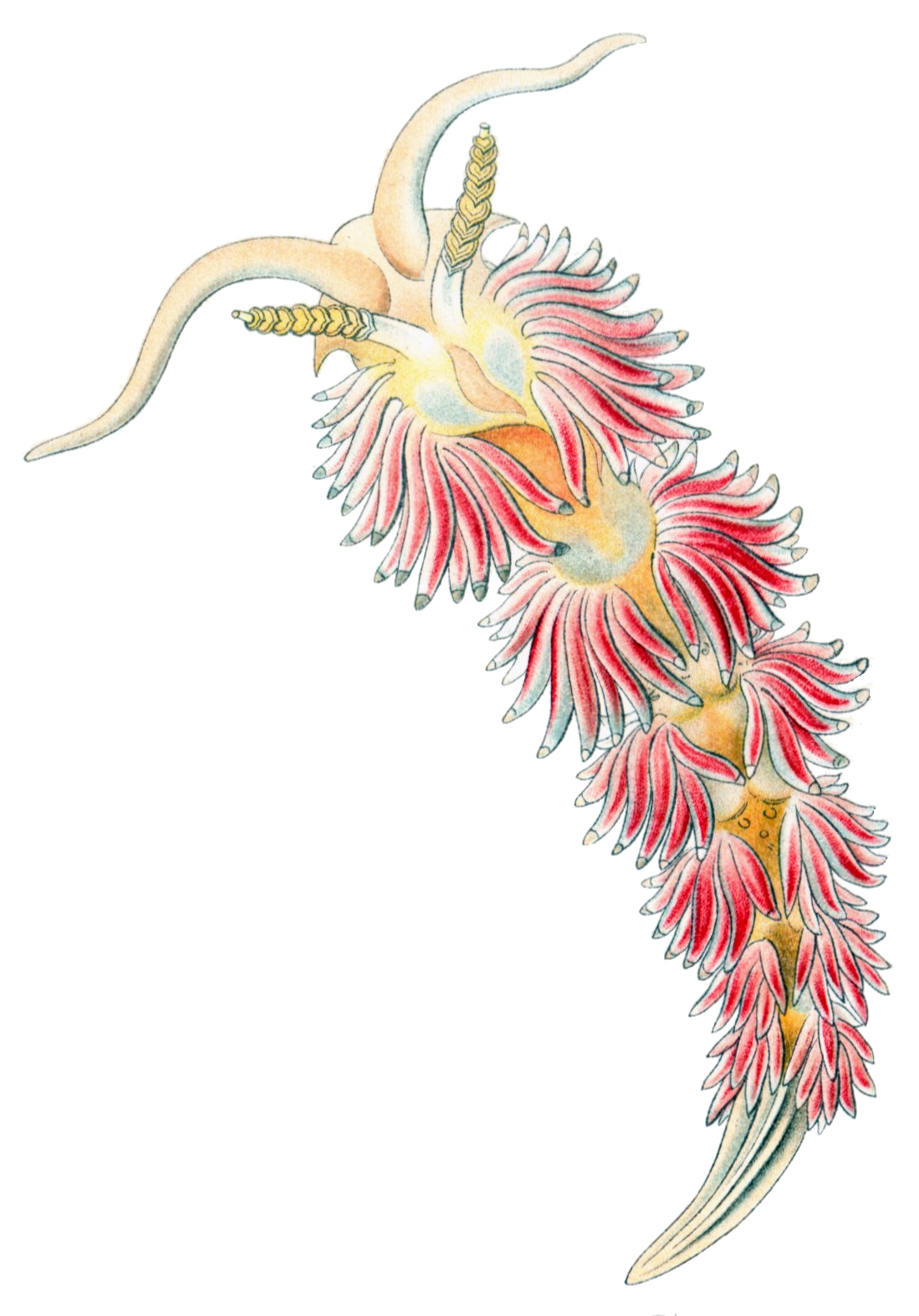